# 137 (число)
137 (сто три́дцять сім) — натуральне число між 136 та 138, 33-є просте число.

## У фізиці
Число 137 близьке до значення фундаментальної сталої, величини оберненої до «сталої тонкої структури», яка визначає елементарний електричний заряд, виражений в безрозмірних одиницях, у квадраті.  
Видатний американський фізик, нобелівський лауреат Річард Фейнман казав, що фізики мають написати це число на стінах своїх офісів щоб нагадувати собі як багато вони ще не знають.
Важливість сталої тонкої структури підкреслено тим, що її позначено найпершою літерою грецького алфавіту: α = 1/137. α описує ймовірність процесу поглинання чи випромінювання електроном фотона — процесу, що є найфундаментальнішим у побудові всесвіту. При цьому ця стала є єдино можливою безрозмірною комбінацією трьох інших фундаментальних величин: заряду електрона (фундаментальної сталої теорії електромагнетизму), швидкості світла (теорія відносності), та сталої Планка (квантова механіка). Те що найфундаментальніша безрозмірна світова константа виявилася відмінною від одиниці справило на засновників квантової механіки неабияке враження. Протягом багатьох років деякі фізики вважали що її значення є цілим числом. Наприклад Артур Едінгтон витратив останню частину свого життя намагаючись створити «фундаментальну теорію», одним з наслідків якої було б число 137. Більшість сучасних фізиків є менш оптимістичними ніж їх попередники стосовно знаходження простих математичних формул для α та інших «природних констант». Крім того, фізики вже давно визначили точніше значення світової константи: 137.0359… 

## Інше
- Швидкість електрона в атомі є приблизно у 137 разів меншою за швидкість світла.
- Молекула хлорофілу складається з 137 атомів.

## Зовнішні посилання
- 137 at Virtual Science [Архівовано 29 червня 2008 у Wayback Machine.](англ.)
- The Mysterious 137 [Архівовано 24 липня 2017 у Wayback Machine.](англ.)
- What is the significance of the number 137 in physics? [Архівовано 18 вересня 2008 у Wayback Machine.](англ.)